# Otto Retowski

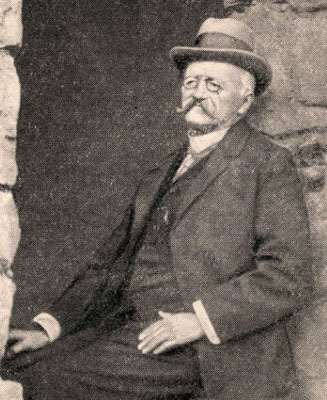
Otto Retowski (1910)

Otto Ferdinandowitsch Retowski (russisch Отто Фердинандович Ретовский; * 30. November 1849 in Danzig; † 29. Dezember 1925 in Leningrad) war ein preußisch-russischer Entomologe und Numismatiker.

## Leben
Retowski stammte aus einer adligen Familie und erhielt seine anfängliche Bildung zu Hause. Er besuchte dann das Realgymnasium Johannisschule in Danzig-Langfuhr mit Abschluss 1865, um darauf in die Abschlussklasse des Humanistischen Gymnasiums einzutreten. 1868 wurde er in die Universität Königsberg aufgenommen. Er studierte Naturkunde, um Zoologe zu werden. Zu Beginn des Deutsch-Französischen Krieges, den er als Übersetzer mitmachte, musste Retowski sein Studium unterbrechen.

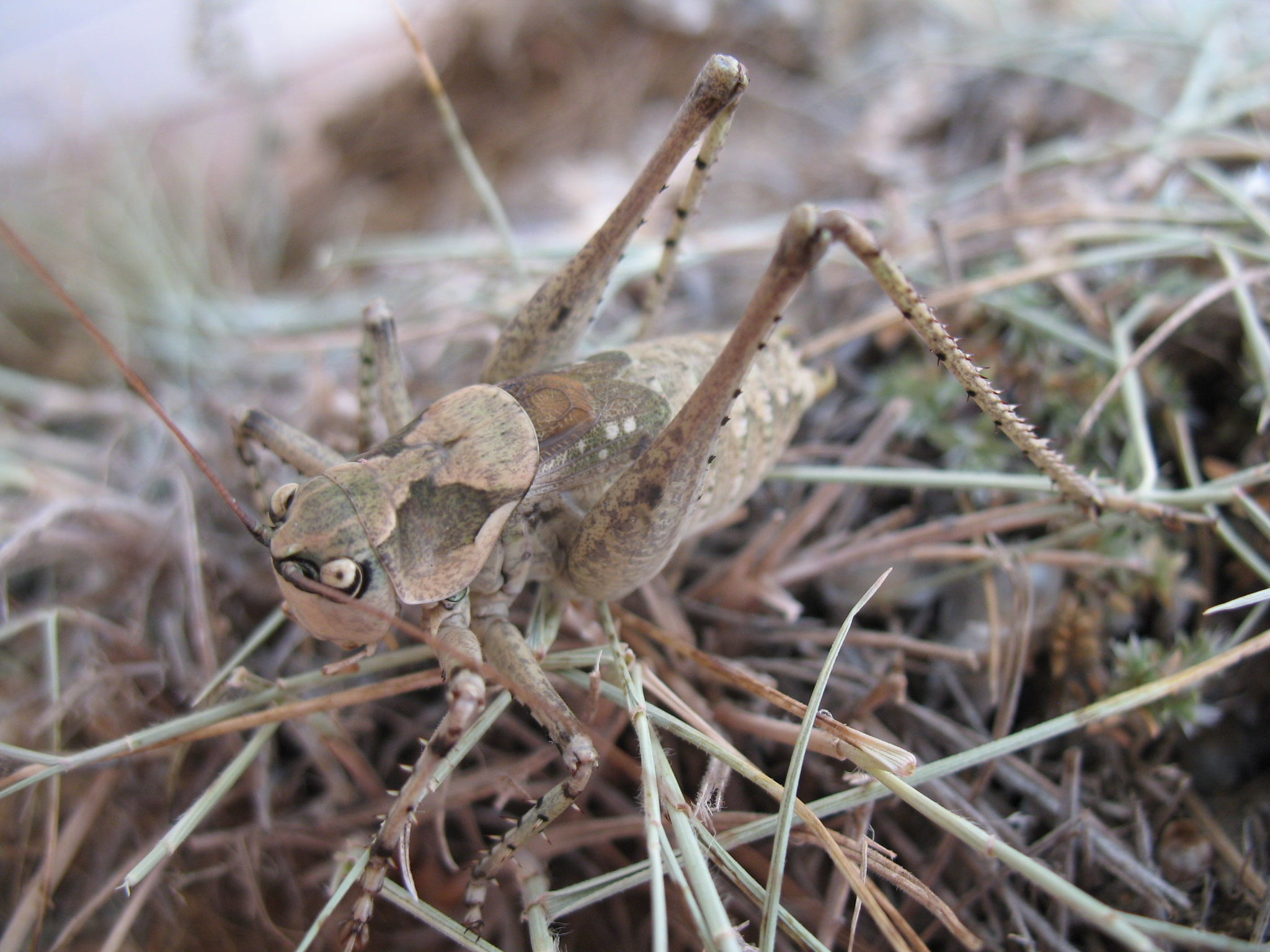
Anadrymadusa retowskii, Männchen, aus Koktebel

Als Retowski 1872 kein Stipendium für das weitere Studium erhielt, brach er das Studium ab und emigrierte nach Russland, wo er die Stelle eines Hauslehrers in der Familie eines deutschen Fabrikanten im Gouvernement Podolien erhielt. Nach bestandener Prüfung 1874 in Odessa erhielt er die Zulassung als Gymnasiallehrer für Deutsch. 1875 wurde er Gymnasiallehrer für Deutsch in Feodossija. 1887 nahm Retowski die russische Staatsbürgerschaft an.
Neben seiner Lehrtätigkeit betätigte Retowski sich als vielseitiger Naturforscher. Er stellte eine wertvolle Sammlung der Käfer und Heuschrecken der Krim zusammen. Nach Retowski wurde eine der relikten und endemischen Arten der Krim, die Heuschreckenart Anadrymadusa retowskii (Adelung, 1907), benannt. Eine große entomologische Sammlung übergab er dem Taurischen Museum für Naturgeschichte in Simferopol. Auch legte er für die Krim ein Herbarium und eine Mineraliensammlung an. Im Auftrag der Senckenberg Gesellschaft für Naturforschung führte er 1884 eine Expedition nach Abchasien und in das Kuban-Gebiet durch. 1888 folgte eine große Expedition entlang der Nordküste Kleinasiens.
Daneben begeisterte Retowski sich für die Geschichte und Archäologie der Krim und insbesondere die Numismatik. Er legte sich eine reichhaltige Sammlung alter Münzen der Krim an. Er untersuchte die Münzen außerordentlich sorgfältig auch im Hinblick auf die geschichtlichen Hintergründe, so dass seine daraus resultierenden Veröffentlichungen beispielsweise über die Münzen von Caffa von hohem wissenschaftlichen Wert sind. 1884 nahm er am VI. Archäologischen Kongress in Odessa teil.
1878 wurde Retowski nebenamtlicher Leiter des Altertumsmuseums in Feodossija. Er vervollständigte ständig die Sammlungen. Er sorgte für die verbesserte finanzielle Ausstattung des Museums und für die Erhaltung der Denkmäler. Er stand in Verbindung mit der Odessaer Gesellschaft für Geschichte und Altertümer und anderen Wissenschaftlern. Er verfasste eine Beschreibung des Museums und beschrieb die genuesischen Inschriften. Er sammelte Fossilien in Feodossijas Umgebung und veröffentlichte 1893 seinen bedeutenden Artikel über das Tithonium dieser Region.
1900 wurde Retowski auf Empfehlung Großfürst Alexander Michailowitschs nach St. Petersburg an die Eremitage berufen, wo er als Nachfolger des verstorbenen Julius Iversen Kurator der Münzen wurde. Seine Fossiliensammlung übergab Retowski dem Geologischen Museum der Kaiserlichen Akademie der Wissenschaften. In der Eremitage ordnete er die bedeutende Medaillensammlung und katalogisierte die baltischen Münzen. Er vertrat die Eremitage auf dem 3. Internationalen Kongress für Numismatik, Sphragistik und Medaillenkunst 1910 in Brüssel. Das zusammen mit Alexei Konstantinowitsch Markow geplante umfassende Werk über die Münzen der nördlichen Schwarzmeerregion (Corpus nummorum orae septentrionalis Ponti Euxini) konnte nach der Oktoberrevolution nicht mehr vollendet werden. 1924 verließ Retowski den Dienst in der Eremitage aus Altersgründen.
Retowskis Grab auf dem St. Petersburger Nowodewitschi-Friedhof ist nicht erhalten.

## Mitgliedschaften
- Deutsche Gesellschaft für allgemeine und angewandte Entomologie
- Senckenberg Gesellschaft für Naturforschung
- Taurische Archivkommission
- Deutsche Malakozoologische Gesellschaft
- St. Petersburger Gesellschaft der Naturforscher
- Komitee für Unterstützungen beim Kabinett des Kaisers
- Moskauer Gesellschaft der Naturforscher
- Odessaer Gesellschaft für Geschichte und Altertümer
- Moskauer Numismatische Gesellschaft
- Kaiserliche Russische Archäologische Gesellschaft

## Ehrungen
- Sankt-Stanislaus-Orden III. Klasse, II. Klasse
- Russischer Orden der Heiligen Anna III. Klasse, II. Klasse
- Orden des Heiligen Wladimir IV. Klasse